# تیم ملی بسکتبال مردان ایران
تیم ملی بسکتبال مردان ایران تیم بسکتبال بین‌المللی است که به نمایندگی از ایران در مسابقات جهانی و بین‌المللی به میدان می‌رود. تیم ملی بسکتبال ایران زیر نظر فدراسیون بسکتبال ایران فعالیت می‌کند. تیم ملی بسکتبال ایران در حال حاضر یکی از سه قدرت اول بسکتبال آسیا به‌شمار می‌رود.

## پیشینه
سال ورود بسکتبال به کشور ایران ۱۹۰۱ میلادی برابر با ۱۲۸۰ گاه‌شماری هجری خورشیدی نوشته‌است. اما آنچه مسلم است این است که اولین نشانه‌های ورود بسکتبال به ایران در سال‌های ۱۳۱۰ و ۱۳۱۱ دیده شده که آن هم توسط کارکنان سفارتخانه‌های خارجی در ایران بوده‌است. بسکتبال در ایران در سال‌های ۱۳۱۰ به بعد به‌طور غیررسمی فعالیتش در بعضی از مدارس ایران دنبال شد تا این‌که در سال ۱۳۱۴ این ورزش به‌طور رسمی توسط فریدون شریف‌زاده به ایرانیان شناسانده شد. در سال ۱۳۲۴ فدراسیون بسکتبال ایران تأسیس شد. تیم ملی بسکتبال ایران برای نخستین بار توانست تا در مسابقات المپیک ۱۹۴۸ لندن شرکت نمایند. در سال ۱۹۵۰ تیم ملی بسکتبال ایران در یک تورنمنت اروپایی که در کشور ترکیه بین تیم‌های فرانسه، یوگسلاوی، ایتالیا، مصر، اتریش و ترکیه بود شرکت داشت که با بازی‌های خوبی که انجام داد پس از پیروزی بر ایتالیا، اتریش و مصر در جای سوم قرار گرفت. در سال ۱۹۵۱ نیز در اولین دورهٔ بازی‌های آسیایی که در دهلی بود شرکت نمود که در این دوره از بازی‌ها تیم ملی ایران در جای سوم آسیا قرار گرفت.

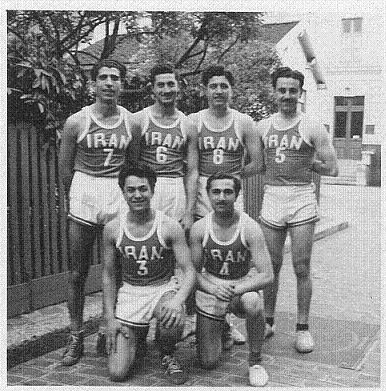
تیم ملی بسکتبال ایران در المپیک ۱۹۴۸ لندن

در سال‌های اخیر بسکتبال در ایران رشد داشته‌است و توانست به موفقیت‌های زیادی مانند قهرمانی در قهرمانی جام ملت‌های آسیا ۲۰۰۷، ۲۰۰۹، ۲۰۱۳ برسد و در بازی‌های آسیایی ۲۰۰۶ پس از ۵۰ سال به مدال برنز رسید و توانست در بازی‌های آسیایی ۲۰۱۴ نیز مدال خود را ارتقا بخشد و به مدال نقره دست یابد. تیم ملی بسکتبال ایران در قهرمانی جام ملت‌های آسیا ۲۰۰۷ موفق شد با شکست تمام تیم‌های آسیایی به قهرمانی بسکتبال آسیا برسد و برای دومین بار پس از پنجاه سال، به مسابقات المپیک ۲۰۰۸ راه یابد.

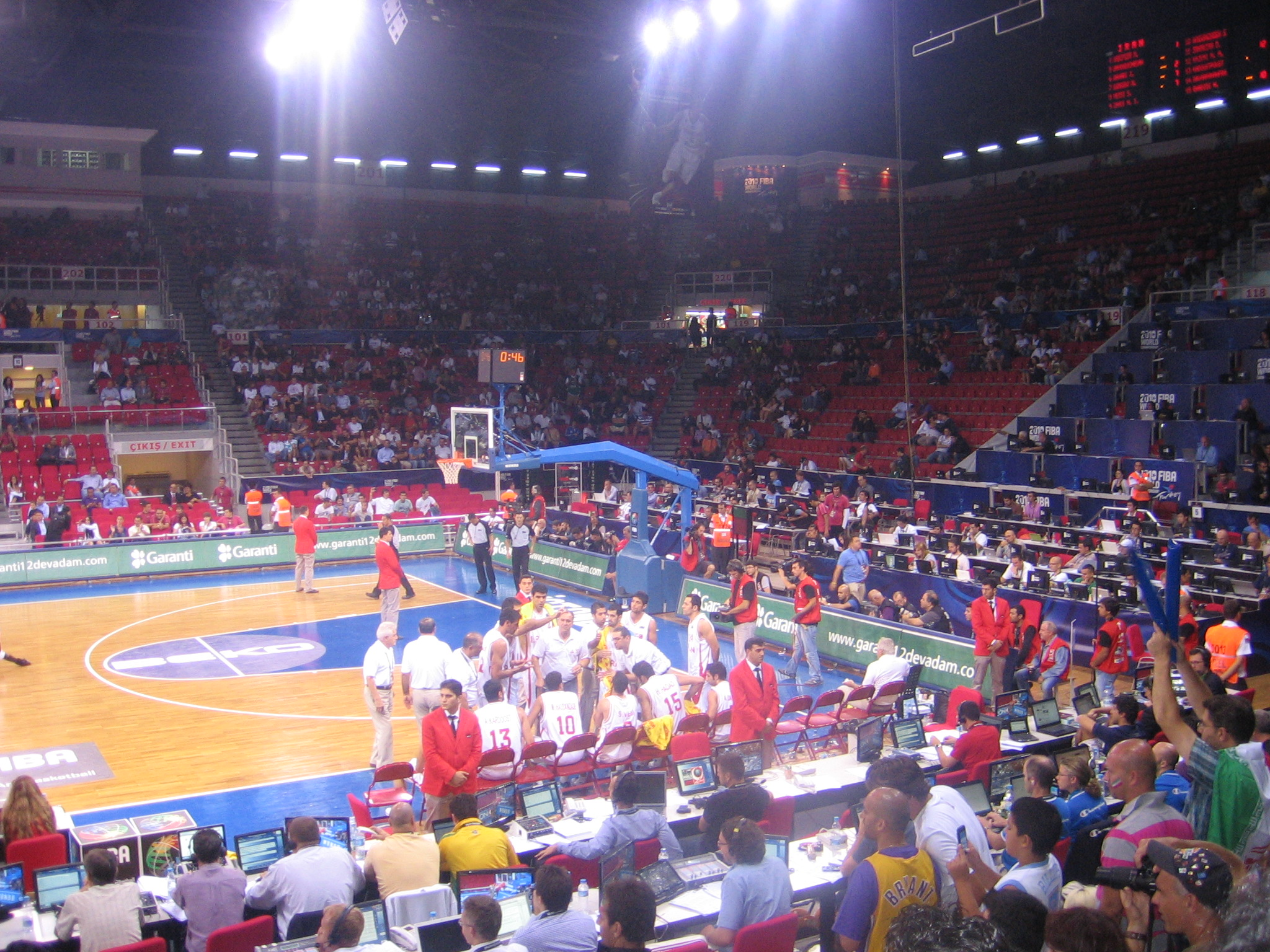
جام جهانی ۲۰۱۰ ترکیه

## رقابت‌ها

### المپیک
تیم ملی بسکتبال ایران در المپیک سال ۱۹۴۸ انگلستان، با هدایت کاظم رهبری با قبول پنج شکست و کسب تنها دو پیروزی در جایگاه چهاردهم قرار گرفت. تیم ملی بسکتبال ایران در سال ۲۰۰۷ با هدایت رایکو ترومن با شکست تیم ملی لبنان قهرمانی جام ملت‌های آسیا را از آن خود کرد، ایران وقت‌های اول، دوم و چهارم را با نتایج ۱۹ بر ۲۱، ۱۹ بر ۱۵ و ۱۸ بر ۱۵ به نفع خود پایان داد و پس از نزدیک به ۵۰ سال انتظار به مسابقات المپیک راه یافت. ایران در المپیک ۲۰۰۸ به عنوان نمایندهٔ آسیا حاضر بود و در گروه A با تیم‌های لیتوانی، آرژانتین، کرواسی، استرالیا و روسیه هم‌گروه بود و با پنج شکست و بدون پیروزی به کارش پایان داد و در ردهٔ یازدهم رده‌بندی قرار گرفت.

### جام جهانی
تیم ملی بسکتبال ایران در جام جهانی ۲۰۱۰ ترکیه در گروه B با تیم‌های آمریکا، اسلوونی، برزیل، کرواسی و تونس هم‌گروه شد و تنها با یک پیروزی مقابل تونس و ۴ باخت در انتها در ردهٔ نوزدهم ایستاد. تیم ملی بسکتبال ایران در جام جهانی ۲۰۱۴ در اسپانیا در گروه A با تیم‌های اسپانیا، مصر، صربستان، برزیل و فرانسه هم‌گروه شد. تیم ملی بسکتبال ایران در نخستین دیدارش در در بازی افتتاحیه برابر اسپانیا تیم دوم رنکینگ جهانی قرار گرفت و تن به شکست داد. ایران در ششمین روز از رقابت‌های جام جهانی ۲۰۱۴ و در آخرین دیدارش از مرحلهٔ مقدماتی به مصاف تیم ملی فرانسه رفت و تن به شکست داد و در نهایت با ۴ باخت و یک پیروزی در مقابل مصر در ردهٔ بیست و یکم قرار گرفت. ایران در مقابل فرانسه و صربستان با نتایجی نزدیک تن به شکست داد.
تیم ملی در جام جهانی ۲۰۱۹ چین که برای نخستین بار بود که در قارهٔ آسیا برگزار می‌شد، در گروه C با تیم‌های اسپانیا، پورتوریکو و تونس همگروه شد، تیم ملی هر سه بازی خود را واگذار کرد و برای قرار گرفتن در رتبه‌های ۱۷ تا ۳۲ (برای نخستین بار در این دوره ۳۲ تیم شرکت کردند) با تیم‌های آنگولا و فیلیپین رقابت کرد و پیروز هر دو دیدار شد و به لطف تفاضل گل بهتر نسبت به چین که در مقابل نیجریه شکست خورده بود به عنوان بهترین تیم آسیایی راهی المپیک توکیو شد.
تیم ملی ایران در نخستین دیدار خود در جام جهانی ۲۰۲۳ در مقابل تیم ملی برزیل با نتیجهٔ ۵۹–۱۰۰ مغلوب شد و در دومین دیدار نیز در یک بازی نزدیک، با نتیجهٔ ۶۹–۷۱ در مقابل تیم ساحل عاج شکست خورد. سومین بازی ایران در روز ۸ شهریور ۱۴۰۲ برابر تیم ملی اسپانیا، تیم نخست رنکینگ جهانی در کشور اندونزی برگزار شد و این بازی نیز با نتیجهٔ ۸۵–۶۸ به نفع اسپانیا به پایان رسید. تیم ملی بسکتبال ایران در ادامه برای کسب رده‌های ۱۷ تا ۳۲ ابتدا به مصاف فرانسه رفت و با نتیجهٔ ۵۵–۸۲ شکست خورد. ایران در آخرین دیدار خود نیز مقابل تیم ملی لبنان شکست خورد.

### جام فیبا آسیا
ایران تا کنون ۱۷ بار در رقابت‌های جام ملت‌های آسیا شرکت کرده و به مقام‌های مختلفی رسیده‌است. تیم ملی بسکتبال ایران در سال ۱۹۷۳ برای نخستین بار راهی رقابت‌های بسکتبال قهرمانی آسیا شد. جورج شیرالیو سرمربی ایران بود و مسعود ماه‌تابانی و مصطفی افوظی دستیارهای او بودند و در نهایت ایران در این دوره پنجم شد. پس از گذشت سال‌ها در جام ملت‌های آسیا ۱۹۹۳ بسکتبال ایران به نقطهٔ عطف خود رسید و رشد چشم‌گیری داشت. ملی‌پوشان در دیدار نیمه‌نهایی مقابل کرهٔ شمالی نتیجه را واگذار کردند و با شکست در بازی رده‌بندی مقابل کرهٔ جنوبی در جایگاه چهارم ایستادند.
جام ملت‌های ۲۰۰۳ شروع نسل جدید در بسکتبال ایران بود در این دوره از بسکتبال قهرمانی آسیا تیم ملی ایران با کسب مقام پنجمی به کارش پایان داد. جام ملت‌های ۲۰۰۷ آغاز دوران اوج ایران با نسل طلایی خود بود. ایران در این دوره با کسب پیروزی بر لبنان در دیدار نهایی رقابت‌ها به نخستین قهرمانی خود در قارهٔ کهن رسید و راهی المپیک ۲۰۰۸ پکن شد. آیدین نیکخواه بهرامی و حامد حدادی در این رقابت‌ها عملکرد درخشانی داشتند و حدادی به عنوان باارزش‌ترین بازیکن آسیا در سال ۲۰۰۹ انتخاب شد.
ایران در قهرمانی آسیا ۲۰۰۹ در دیدار فینال این دوره به مصاف میزبان یعنی چین رفت و توانست در خانهٔ حریف به پیروزی برسد و برای دومین بار قهرمان جام ملت‌های شود. حامد حدادی بار دیگر به عنوان باارزش‌ترین بازیکن آسیا انتخاب شد. تیم ملی ایران در سال ۲۰۱۱ در اوج بود و برای المپیک لندن آماده می‌شد. ایران مسابقات قهرمانی آسیا ۲۰۱۱ را با قدرت آغاز کرد اما در مرحلهٔ یک چهارم پایانی برابر اردن تن به شکست داد و به مقام پنجم آسیا رسید تا سال ۲۰۱۱ برای ایران تلخ شود، حامد حدادی در این دوره به عنوان بهترین سنتر و صمد نیکخواه بهرامی به عنوان بهترین مهاجم مسابقات انتخاب شدند.
ایران در جام ملت‌های بسکتبال آسیا ۲۰۱۳ با ۹ پیروزی متوالی قهرمان آسیا شد. شاگردان ممی بچیرویچ که به راحتی از سد تمامی حریفان ریز و درشت گذشته و به دیدار نهایی رسیده بودند، در بازی نهایی میزبان یعنی فیلیپین را شکست دادند تا پس از راهیابی به جام جهانی اسپانیا، بدون باخت و با قدرت جام قهرمانی آسیا را برای بار سوم بالای سر ببرند. اوشین ساهاکیان در این دوره به عنوان بهترین مهاجم قدرتی انتخاب شد و حامد حدادی برای سومین بار پیاپی عنوان باارزش‌ترین بازیکن آسیا را از آن خود کرد.

### بازی‌های آسیایی
ایران تا به حال در ۱۱ دوره این رقابت‌ها حضور یافته که در اولین دورهٔ آن در سال ۱۹۵۱ به مدال برنز دست یافت و در سال‌های ۲۰۰۶ و ۲۰۱۰ نیز این مدال تکرار شد. تیم ملی بسکتبال ایران در بازی‌های آسیایی اینچئون ۲۰۱۴ تا مرحلهٔ حذفی پیش رفت و در دیدار ما قبل پایانی با شکست قزاقستان به دیدار نهایی صعود کرد و در دیدار نهایی مقابل کرهٔ جنوبی میزبان در یک دیدار نزدیک با نتیجهٔ ۷۹ – ۷۷ تن به شکست داد و از کسب مدال طلا بازماند ولی برای اولین بار مدالی بهتر از برنز را کسب کرد و مدال نقره را به لیست افتخارات خود اضافه نمود. این مدال در بازی‌های آسیایی ۲۰۱۸ جاکارتا نیز تکرار شد.

### بازی‌های المپیک تابستانی
| سال   | مکان       | بازی | برد | باخت |
| ----- | ---------- | ---- | --- | ---- |
| ۱۹۳۶  | حاضر نبود  | –    | –   | –    |
| ۱۹۴۸  | چهاردهم    | ۷    | ۲   | ۵    |
| ۱۹۵۲  | حاضر نبود  | –    | –   | –    |
| ۱۹۵۶  | حاضر نبود  | –    | –   | –    |
| ۱۹۶۰  | حاضر نبود  | –    | –   | –    |
| ۱۹۶۴  | حاضر نبود  | –    | –   | –    |
| ۱۹۶۸  | حاضر نبود  | –    | –   | –    |
| ۱۹۷۲  | حاضر نبود  | –    | –   | –    |
| ۱۹۷۶  | حاضر نبود  | –    | –   | –    |
| ۱۹۸۰  | حاضر نبود  | –    | –   | –    |
| ۱۹۸۴  | حاضر نبود  | –    | –   | –    |
| ۱۹۸۸  | حاضر نبود  | –    | –   | –    |
| ۱۹۹۲  | انتخاب نشد | –    | –   | –    |
| ۱۹۹۶  | انتخاب نشد | –    | –   | –    |
| ۲۰۰۰  | انتخاب نشد | –    | –   | –    |
| ۲۰۰۴  | انتخاب نشد | –    | –   | –    |
| ۲۰۰۸  | یازدهم     | ۵    | ۰   | ۵    |
| ۲۰۱۲  | انتخاب نشد | –    | –   | –    |
| ۲۰۱۶  | انتخاب نشد | –    | –   | –    |
| ۲۰۲۰  | دوازدهم    | ۳    | -   | ۳    |
| مجموع | ۳/۲۰       | ۱۵   | ۲   | ۱۳   |

### جام جهانی
| سال   | مکان       | بازی | برد | باخت |
| ----- | ---------- | ---- | --- | ---- |
| ۱۹۵۰  | حاضر نبود  | –    | –   | –    |
| ۱۹۵۴  | حاضر نبود  | –    | –   | –    |
| ۱۹۵۹  | حاضر نبود  | –    | –   | –    |
| ۱۹۶۳  | حاضر نبود  | –    | –   | –    |
| ۱۹۶۷  | حاضر نبود  | –    | –   | –    |
| ۱۹۷۰  | حاضر نبود  | –    | –   | –    |
| ۱۹۷۴  | انتخاب نشد | –    | –   | –    |
| ۱۹۷۸  | حاضر نبود  | –    | –   | –    |
| ۱۹۸۲  | انتخاب نشد | –    | –   | –    |
| ۱۹۸۶  | انتخاب نشد | –    | –   | –    |
| ۱۹۹۰  | انتخاب نشد | –    | –   | –    |
| ۱۹۹۴  | انتخاب نشد | –    | –   | –    |
| ۱۹۹۸  | انتخاب نشد | –    | –   | –    |
| ۲۰۰۲  | انتخاب نشد | –    | –   | –    |
| ۲۰۰۶  | انتخاب نشد | –    | –   | –    |
| ۲۰۱۰  | نوزدهم     | ۵    | ۱   | ۴    |
| ۲۰۱۴  | بیستم      | ۵    | ۱   | ۴    |
| ۲۰۱۹  | بیست و سوم | ۵    | ۲   | ۳    |
| ۲۰۲۳  | سی و یکم   | ۵    | ۰   | ۵    |
| ۲۰۲۷  | -          | -    | -   | -    |
| مجموع | ۴/۲۰       | ۲۰   | ۴   | ۱۶   |

### جام ملت‌های آسیا
| سال          | مکان       | بازی | برد | باخت |
| ------------ | ---------- | ---- | --- | ---- |
| ۱۹۶۰ تا ۱۹۷۱ | حاضر نبود  | -    | -   | -    |
| ۱۹۷۳         | پنجم       | ۱۰   | ۴   | ۶    |
| ۱۹۷۵ تا ۱۹۷۹ | حاضر نبود  | -    | -   | -    |
| ۱۹۸۱         | هشتم       | ۷    | ۳   | ۴    |
| ۱۹۸۳         | پنجم       | ۶    | ۵   | ۱    |
| ۱۹۸۵         | هشتم       | ۶    | ۲   | ۴    |
| ۱۹۸۷         | حاضر نبود  | -    | -   | -    |
| ۱۹۸۹         | پنجم       | ۷    | ۴   | ۳    |
| ۱۹۹۱         | ششم        | ۸    | ۴   | ۴    |
| ۱۹۹۵         | دهم        | ۸    | ۵   | ۳    |
| ۱۹۹۷         | هشتم       | ۷    | ۳   | ۴    |
| ۱۹۹۹ تا ۲۰۰۱ | انتخاب نشد | -    | -   | -    |
| ۲۰۰۳         | پنجم       | ۷    | ۴   | ۳    |
| ۲۰۰۵         | ششم        | ۸    | ۴   | ۴    |
| ۲۰۰۷         | قهرمان     | ۸    | ۷   | ۱    |
| ۲۰۰۹         | قهرمان     | ۹    | ۹   | ۰    |
| ۲۰۱۱         | پنجم       | ۹    | ۸   | ۱    |
| ۲۰۱۳         | قهرمان     | ۹    | ۹   | ۰    |
| ۲۰۱۵         | سوم        | ۹    | ۷   | ۲    |
| ۲۰۱۷         | دوم        | ۶    | ۵   | ۱    |
| ۲۰۲۲         | پنجم       | ۴    | ۳   | ۱    |
| مجموع        | ۱۸/۳۰      | ۱۳۴  | ۹۰  | ۴۴   |

### بازی‌های آسیایی
| سال          | مکان        | بازی | برد | باخت |
| ------------ | ----------- | ---- | --- | ---- |
| ۱۹۵۱         | سوم         | ۴    | ۲   | ۲    |
| ۱۹۵۴ تا ۱۹۶۲ | حاضر نبود   | -    | -   | -    |
| ۱۹۶۶         | هفتم        | ۷    | ۳   | ۴    |
| ۱۹۷۹         | هفتم        | ۸    | ۶   | ۲    |
| ۱۹۷۴         | ششم         | ۷    | ۲   | ۵    |
| ۱۹۷۸ تا ۱۹۸۶ | حاضر نبود   | -    | -   | -    |
| ۱۹۹۰         | هفتم        | ۶    | ۳   | ۳    |
| ۱۹۹۴         | هشتم        | ۵    | ۱   | ۴    |
| ۱۹۹۸         | هفتم        | ۶    | ۲   | ۴    |
| ۲۰۰۲         | حاضر نبود   | -    | -   | -    |
| ۲۰۰۶         | سوم         | ۸    | ۵   | ۳    |
| ۲۰۱۰         | سوم         | ۸    | ۶   | ۲    |
| ۲۰۱۴         | نایب قهرمان | ۷    | ۶   | ۱    |
| ۲۰۱۸         | نایب قهرمان | ۴    | ۳   | ۱    |
| ۲۰۲۲         | پنجم        | ۶    | ۵   | ۱    |
| مجموع        | ۱۲/۱۹       | ۷۷   | ۴۶  | ۳۱   |

### قهرمانی غرب آسیا
| قهرمانی غرب آسیا | قهرمانی غرب آسیا         | قهرمانی غرب آسیا | قهرمانی غرب آسیا | قهرمانی غرب آسیا |
| سال              | مکان                     | بازی             | برد              | باخت             |
| ---------------- | ------------------------ | ---------------- | ---------------- | ---------------- |
| ۱۹۹۹             | چهارم                    | ۴                | ۱                | ۳                |
| ۲۰۰۰             | چهارم                    | ۴                | ۲                | ۲                |
| ۲۰۰۱             | سوم                      | ۴                | ۲                | ۲                |
| ۲۰۰۲             | نایب قهرمان              | ۴                | ۳                | ۱                |
| ۲۰۰۴             | قهرمان                   | ۴                | ۴                | ۰                |
| ۲۰۰۵             | قهرمان                   | ۴                | ۴                | ۰                |
| ۲۰۰۸             | حضور نداشت               | –                | –                | –                |
| ۲۰۱۰             | قهرمان (ب)               | ۳                | ۳                | ۰                |
| ۲۰۱۱             | قهرمان                   | ۳                | ۳                | ۰                |
| ۲۰۱۲             | نایب قهرمان              | ۵                | ۴                | ۱                |
| ۲۰۱۳             | قهرمان                   | ۳                | ۳                | ۰                |
| ۲۰۱۴             | نایب قهرمان (زیر ۱۸ سال) | ۵                | ۴                | ۱                |
| ۲۰۱۵             | حضور نداشت               | –                | –                | –                |
| ۲۰۱۶             | قهرمان                   | ۴                | ۴                | ۰                |
| ۲۰۱۷             | نایب قهرمان              | ۵                | ۴                | ۱                |
| مجموع            | ۱۳/۱۵                    | ۵۲               | ۴۱               | ۱۱               |

### رقابت‌های بسکتبال جام آسیا
| رقابت‌های بسکتبال جام آسیا | رقابت‌های بسکتبال جام آسیا | رقابت‌های بسکتبال جام آسیا | رقابت‌های بسکتبال جام آسیا | رقابت‌های بسکتبال جام آسیا |
| سال                       | مکان                      | بازی                      | برد                       | باخت                      |
| ------------------------- | ------------------------- | ------------------------- | ------------------------- | ------------------------- |
| ۲۰۰۴                      | انصراف                    | –                         | –                         | –                         |
| ۲۰۰۸                      | انصراف                    | –                         | –                         | –                         |
| ۲۰۱۰                      | ۶ام (ب)                   | ۷                         | ۳                         | ۴                         |
| ۲۰۱۲                      | قهرمان                    | ۷                         | ۷                         | ۰                         |
| ۲۰۱۴                      | قهرمان                    | ۷                         | ۶                         | ۱                         |
| ۲۰۱۶                      | قهرمان                    | ۸                         | ۸                         | ۰                         |
| مجموع                     | ۴/۶                       | ۲۹                        | ۲۴                        | ۵                         |

|}

### توپ الماس فیبا
| توپ الماس فیبا | توپ الماس فیبا | توپ الماس فیبا | توپ الماس فیبا | توپ الماس فیبا |
| سال            | مکان           | بازی           | برد            | باخت           |
| -------------- | -------------- | -------------- | -------------- | -------------- |
| ۲۰۰۰ تا ۲۰۰۴   | انتخاب نشد     | -              | -              | -              |
| ۲۰۰۸           | چهارم          | ۳              | ۱              | ۲              |
| مجموع          | ۱/۳            | ۳              | ۱              | ۲              |

### بسکتبال در بازی‌های همبستگی کشورهای اسلامی

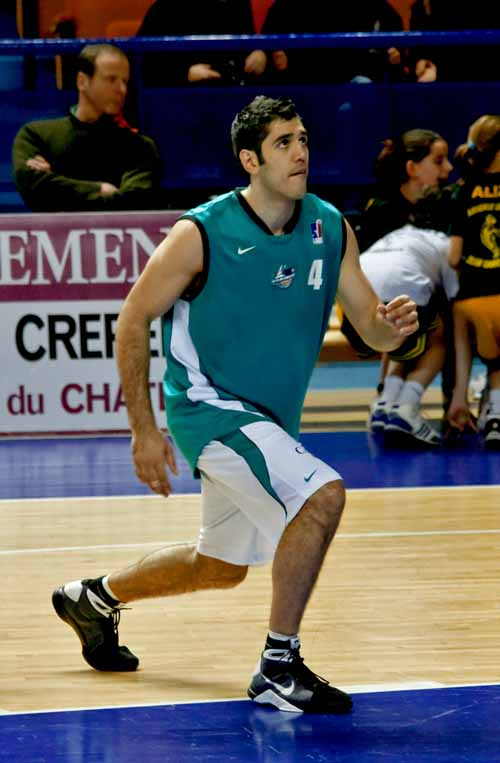
صمد نیکخواه بهرامی کاپیتان فعلی تیم ملی بسکتبال ایران

| بسکتبال در بازی‌های همبستگی کشورهای اسلامی | بسکتبال در بازی‌های همبستگی کشورهای اسلامی | بسکتبال در بازی‌های همبستگی کشورهای اسلامی | بسکتبال در بازی‌های همبستگی کشورهای اسلامی | بسکتبال در بازی‌های همبستگی کشورهای اسلامی |
| سال                                       | مکان                                      | بازی                                      | برد                                       | باخت                                      |
| ----------------------------------------- | ----------------------------------------- | ----------------------------------------- | ----------------------------------------- | ----------------------------------------- |
| سال ۲۰۰۵                                  | سوم                                       | ۹                                         | ۶                                         | ۳                                         |
| مجموع                                     | ۱/۱                                       | ۹                                         | ۶                                         | ۳                                         |

### دوستانه

#### ۲۰۲۳
1. ایران ۶۶–۷۳ لبنان ۲۶ ژوئیه ۲۰۲۳ لبنان[۱۲]
2. ایران ۷۷–۸۱ لبنان ۲۷ ژوئیه ۲۰۲۳ لبنان[۱۳]

## ترکیب رسمی و کنونی
آخرین ترکیب رسمی تیم ملی بسکتبال مردان ایران
کادر فنی:
- سرمربی: سوتیریس مانولوپولوس
- مربی: فرزاد کوهیان و محمد کسایی‌پور
- بدنساز: مهدی چراغی
- فیزیوتراپ: مجید صادقی
- تدارکات: حسین دهقانی
- مدیر اجرایی: آرش بهادرزاده
- سرپرست: محسن شاه‌علی

| شماره | پست | اسم             | تاریخ و محل تولد       | قد            | باشگاه             |
| ----- | --- | --------------- | ---------------------- | ------------- | ------------------ |
| ۴     | C   | میثم میرزایی    | ۲۶ فروردین ۱۳۷۱ تهران  | ۲٫۰۲ سانتی‌متر | شهرداری گرگان      |
| ۵     | PG  | سجاد مشایخی     | ۴ اسفند ۱۳۷۲ تهران     | ۱٫۸۰ سانتی‌متر | ذوب آهن            |
| ۸     | SG  | بهنام یخچالی    | ۲۳ تیر ۱۳۷۳ شهرکرد     | ۱٫۹۵ سانتی‌متر | تریر آلمان         |
| ۹     | PG  | رسول مظفری      | ۳۱ تیر ۱۳۷۳ شهرکرد     | ۱٫۸۹ سانتی‌متر | روستوک             |
| ۱۱    | PG  | محمد مهدی حیدری | ۸ اردیبهشت ۱۳۸۵ تهران  | ۱٫۹۷ سانتی‌متر | مهگل البرز         |
| ۱۳    | SF  | محمد جمشیدی     | ۹ مرداد ۱۳۷۰ شهرکرد    | ۱٫۹۹ سانتی‌متر | کاله مازندران      |
| ۱۴    | SF  | ارسلان کاظمی    | ۲ اردیبهشت ۱۳۶۹ اصفهان | ۲٫۰۱ سانتی‌متر | شهرداری گرگان      |
| ۱۵    | C   | حامد حدادی      | ۲۹ اردیبهشت ۱۳۶۴ اهواز | ۲٫۱۸ سانتی‌متر | نیانجینگ           |
| ۱۹    | PF  | آرمان زنگنه     | ۲۶ خرداد ۱۳۷۲ تهران    | ۲٫۰۶ سانتی‌متر | مهرام              |
| ۲۰    | PF  | مایک رستم پور   | ۲۹ آذر ۱۳۷۰ آمریکا     | ۲٫۱۰ سانتی‌متر | شهرداری گرگان      |
| ۲۳    | C   | آرون گرامی پور  | ۲۰شهریور ۱۳۷۱ انگلیس   | ۲٫۱۴ سانتی‌متر | سن لورنزو آرژانتین |
| ۷۷    | PF  | بهراد رضانیا    | ۲۲ اسفند ۱۳۸۶ شیراز    | ۱٫۹۶ سانتی‌متر | لیموندیس شیراز     |

۸. سعید داورپناه ۱۶ شهریور ۱۳۶۶ تهران پالایش نفت آبادان
۲۳.سینا ربی فرد ۲۳ آبان ۱۳۸۰ بدون تیم

## سرمربی‌ها
| - کاظم رهبری (۱۹۴۸) - حسین صعودی‌پور (۱۹۶۶) - گئورگ سیرالیو (۱۹۷۴) - محمدحسن ذوالفقاری (۱۹۸۱) - عنایت‌الله آتشی (۱۹۸۳) - رضا اسماعیلی (۱۹۸۵) - مجید توفقی (۱۹۸۹) - اسدالله کبیر (۱۹۹۰) - والری لونیچکین (۱۹۹۱) - اسدالله کبیر (۱۹۹۳) - ویتالی زاستاخوف (۱۹۹۴) - منوچهر شهامت‌نژاد (۱۹۹۵) - سعید فتحی (۱۹۹۷) - عنایت‌الله آتشی (۱۹۹۸) - گری لیموین (۲۰۰۰–۲۰۰۱) - سعید ارمغانی (۲۰۰۱–۲۰۰۲) | - مهران شاهین‌طبع (۲۰۰۲) - نناد تراجکویچ (۲۰۰۳) - مصطفی هاشمی (۲۰۰۳) - ولادیمیر بوشنیاک (۲۰۰۴–۲۰۰۵) - محمدمهدی ایزدپناه (۲۰۰۵) - فرد اونیگا (۲۰۰۶) - رایکو تورومن (۲۰۰۷–۲۰۰۸) - وسلین ماتیچ (۲۰۰۹–۲۰۱۱) - ممی بچیرویچ (۲۰۱۲–۲۰۱۵) - دیرک باوئرمان (۲۰۱۵–۲۰۱۷) - مهران شاهین‌طبع (۲۰۱۷–۲۰۲۱) - مصطفی هاشمی (۲۰۲۱–۲۰۲۲) - سعید ارمغانی (۲۰۲۲–۲۰۲۳) - هاکان دمیر (۲۰۲۳-۲۰۲۴) - سوتیریس مانولوپولوس (۲۰۲۴-) |